# N8 (Guinea)
Die Nationalstraße N8 in Guinea verbindet die Städte Labé und Mali über eine Strecke von etwa 125 Kilometern. Sie beginnt in Labé an der Ausfahrt der N5 und endet in Mali, wo sie in eine nicht nummerierte Straße übergeht.
Der Verlauf der N8 führt von Labé über Yembering nach Mali. Die Straße durchquert dabei die Region Labé und ist eine wichtige Verbindung für den Verkehr in diesem Gebiet.
In der Vergangenheit gab es Bestrebungen, die Infrastruktur der N8 zu verbessern. So wurde beispielsweise ein Projekt zur Rehabilitation der Brücken auf dem nationalen Straßennetz in Guinea ins Leben gerufen.
Trotz ihrer Bedeutung können die Straßenverhältnisse, insbesondere in abgelegenen Gebieten, anspruchsvoll sein. Reisenden wird daher empfohlen, sich vorab über die aktuellen Bedingungen zu informieren und entsprechende Vorbereitungen zu treffen.